# Liste der Flugzeuge und Hubschrauber der Royal Air Force
Liste der aktiven Flugzeuge und Hubschrauber der Royal Air Force des Vereinigten Königreiches
Für nicht mehr im Dienst stehende Luftfahrzeuge siehe: Historische Flugzeuge der Royal Air Force.

## Luftfahrzeuge
| Bezeichnung                       | Bild           | Herkunft                          | Funktion                                       | Version               | Aktiv                           | Anmerkungen                                                                                        |
| Kampfflugzeuge                    | Kampfflugzeuge | Kampfflugzeuge                    | Kampfflugzeuge                                 | Kampfflugzeuge        | Kampfflugzeuge                  | Kampfflugzeuge                                                                                     |
| --------------------------------- | -------------- | --------------------------------- | ---------------------------------------------- | --------------------- | ------------------------------- | -------------------------------------------------------------------------------------------------- |
| Eurofighter Typhoon               |                | Europäische Union                 | Mehrzweckkampfflugzeug                         | F2FGA.4               | 137                             | - Reduzierung von 137 auf 102 bis 2025                                                             |
| Lockheed Martin F-35 Lightning II |                | Vereinigte Staaten                | Mehrzweckkampfflugzeug                         | F-35B                 | 35/47 +0/15 (Zweite Bestellung) | - Langfristig sind 138 Exemplare geplant - Im November 2021 stürzte eine Maschine im Mittelmeer ab |
| Lockheed Martin F-35 Lightning II | F-35A          | Vereinigte Staaten                | Mehrzweckkampfflugzeug                         | 0/12                  |                                 | - Langfristig sind 138 Exemplare geplant - Im November 2021 stürzte eine Maschine im Mittelmeer ab |
| Flugzeuge für Spezialmissionen    |                |                                   |                                                |                       |                                 | |
| Boeing 737 AEW&C                  |                | Vereinigte Staaten                | AWACS                                          | E-7A                  | 0/3                             | - Zwei Flugzeuge sollen gebraucht gekauft und umgerüstet werden                                    |
| Boeing P-8 Poseidon               |                | Vereinigte Staaten                | Seefernaufklärer                               | P-8A                  | 9                               | |
| Beechcraft Shadow R.1             |                | Vereinigte Staaten                | Aufklärungsflugzeug                            | Beechcraft Shadow R.1 | 6/8                             | |
| Boeing RC-135                     |                | Vereinigte Staaten                | Elektronische Aufklärung                       | RC-135W               | 3                               | |
| Airbus A330 MRTT                  |                | Europäische Union                 | Tankflugzeug                                   |                       | 13                              | |
| Transportflugzeuge                |                |                                   |                                                |                       |                                 | |
| Airbus A330                       |                | Europäische Union                 | Transportflugzeug                              |                       | 1                               | - ZZ336 Vespina, Royal Air Force's VIP Voyager KC2                                                 |
| Airbus A400M Atlas                |                | Europäische Union                 | Militärisches Transportflugzeug                |                       | 22                              | - Weitere Flugzeuge im Wert von 900 Millionen Euro geplant                                         |
| Boeing C-17 Globemaster III       |                | Vereinigte Staaten                | Strategisches und taktisches Transportflugzeug |                       | 8                               | |
| Dassault Falcon 900LX             |                | Frankreich                        | VIP-Flugzeug                                   |                       | 2                               | - bis 2024 zunächst mit ziviler Zulassung und Besatzung                                            |
| Schulflugzeuge                    |                |                                   |                                                |                       |                                 | |
| Grob G 115                        |                | Deutschland                       | Schulflugzeug                                  | G115E                 | 96                              | |
| Grob G 120TP                      |                | Deutschland                       | Schulflugzeug                                  |                       | 23                              | |
| Beechcraft T-6 Texan II           |                | Vereinigte Staaten                | Schulflugzeug                                  | T-6C                  | 14                              | |
| Embraer EMB-500                   |                | Brasilien                         | Schulflugzeug für mehrmotorige Maschinen       |                       | 5                               | |
| BAE Hawk                          |                | Vereinigtes Königreich            | Strahltrainer                                  | T1T2                  | 1428                            | - T1 ab 2025 nur noch bei den Red Arrows                                                           |
| Grob G 103                        |                | Deutschland                       | Segelflugzeug                                  | G103A                 | 52                              | [ 14 ]                                                                                             |
| Hubschrauber                      |                |                                   |                                                |                       |                                 | |
| AgustaWestland AW109              |                | Italien Vereinigtes Königreich    | VIP-Hubschrauber                               |                       | 1                               | |
| Boeing CH-47 Chinook              |                | Vereinigte Staaten                | Transporthubschrauber                          | HC3/4/5/6MH-47G       | 54                              | - 14 auf Bestellung                                                                                |
| Aérospatiale SA 330 Puma          |                | Frankreich Vereinigtes Königreich | Transporthubschrauber                          | HC2                   | 25                              | - sollen ab 2025 ersetzt werden                                                                    |
| Airbus Helicopters H135           |                | Vereinigtes Königreich            | Schulhubschrauber                              |                       | 29                              | |
| Airbus Helicopters H145           |                | Vereinigtes Königreich            | Schulhubschrauber                              |                       | 7                               | |
| Unbemannte Luftfahrzeuge          |                |                                   |                                                |                       |                                 | |
| General Atomics MQ-9 Reaper       |                | Vereinigte Staaten                | Kampfdrohne                                    | MQ-9AMQ-9B            | 91/16                           | - MQ-9B werden 2024 in Dienst gestellt und die MQ-9A ersetzen.                                     |

## Flugkörper

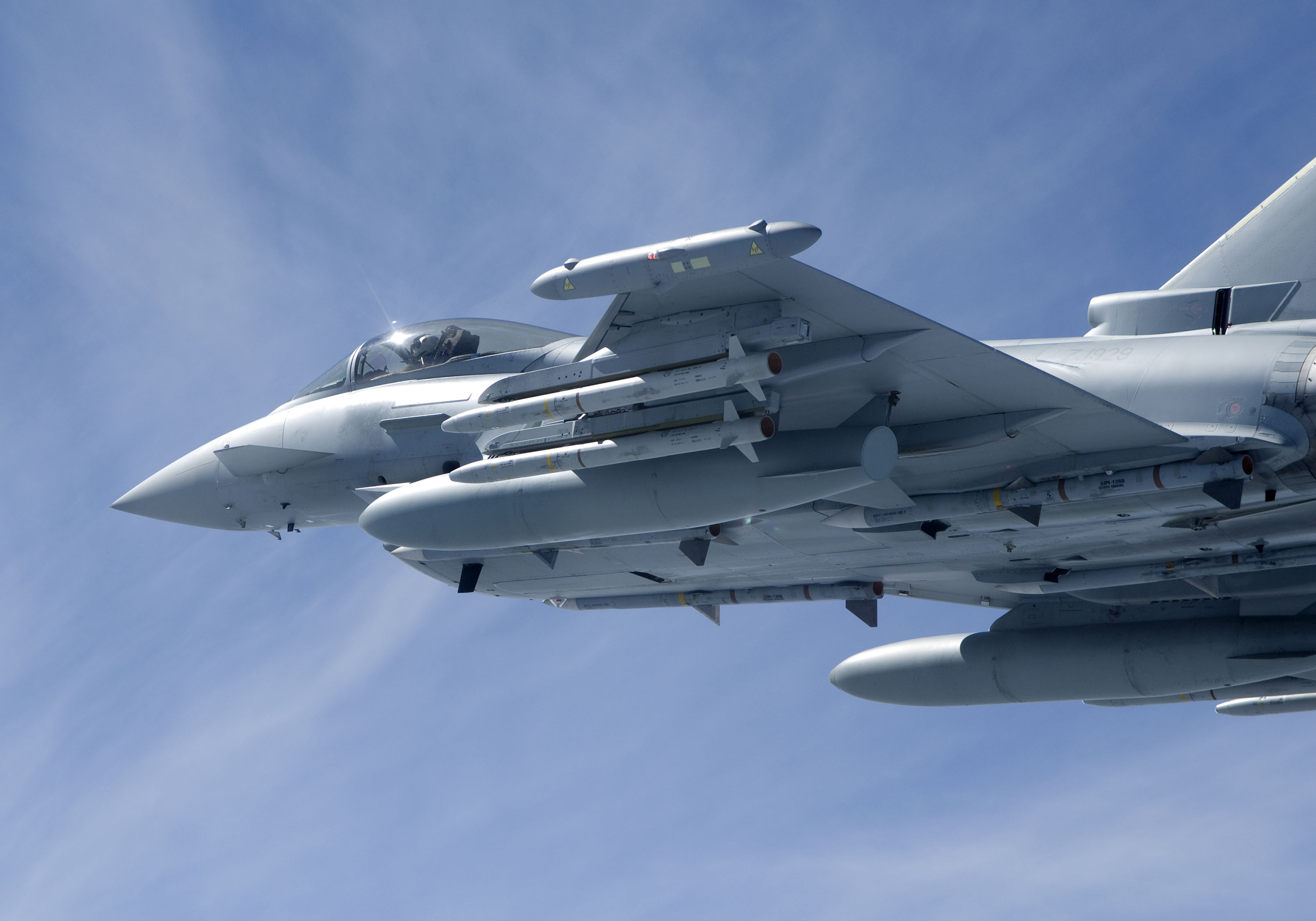
Zwei AIM-132 ASRAAM an einem Eurofighter

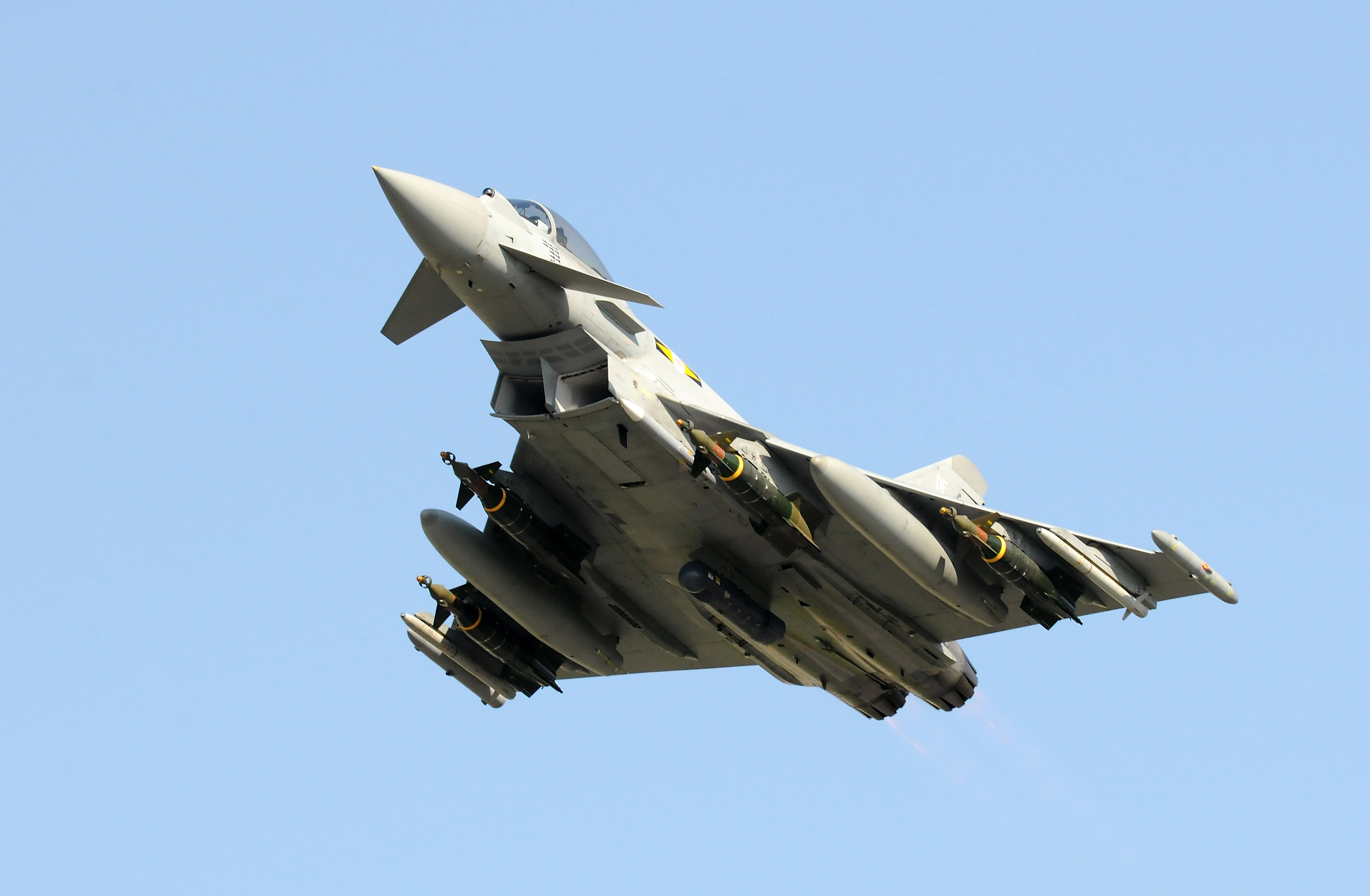
Eurofighter mit mehreren Paveway Bomben

Luft-Luft-Raketen:
- AIM-9 L Sidewinder ()
- AIM-120 C-5 AMRAAM ()
- AIM-132 ASRAAM ()
- MBDA Meteor ()

Panzerabwehrwaffe:
- AGM-114 Hellfire ()
- Brimstone ()

Marschflugkörper:
- Storm Shadow (/ )

Bomben:
- Paveway II ()
- Paveway III ()
- Paveway IV ()